# Colsa nigriceps
Colsa nigriceps är en insektsart som beskrevs av Victor Lallemand 1949. Colsa nigriceps ingår i släktet Colsa och familjen spottstritar. Inga underarter finns listade i Catalogue of Life.